# Борилин, Борис Семёнович
Борис Семёнович Борилин (23 марта (5 апреля) 1901, Смела Черкасский уезд, Киевская губерния — 8 февраля 1938, Коммунарка) —
советский экономист, педагог, доктор экономических наук (1934). 

## Биография
Член РКП с 1920 года. Учился в Коммерческом институте. В начале 1920-х гг. — на партийной работе: заведующий отделом агитации Харьковского губкома (1920), секретарь уездного комитета КП(б) Украины в г. Сумы (1921). Делегат X съезда РКП(б) (1921). 
Продолжил учёбу в Институте красной профессуры (ИКП, Москва, 1923—1927). С 1928 года – на преподавательской работе в вузах Москвы. С начала 1930-х гг. — член Президиума Коммунистической академии. Член редколлегии журнала «Проблемы экономики» (1930—1931).
С 1931 по 1937 год — на руководящей работе в Госплане СССР. Работал начальником сводного отдела производства. Участник дискуссий по вопросам политической экономии социализма и теории империализма.
Автор значительного числа научных трудов, в т. ч. лекций и докладов, читавшихся в Институте экономики Комакадемии. 
В конце 1920-х гг. подвергся обвинениям в «идеалистической позиции по методологическим вопросам политэкономии». Затем «преодолел» отход от материализма в ходе очередной дискуссии и по поручению ЦК ВКП(б) совместно с В.П.Милютиным опубликовал статью по её итогам «К разногласиям в политической экономии» («Большевик», 1930, №2), в которой подчеркивалась необходимость борьбы «против механистических и идеалистических направлений в экономической теории». 
В 1936 году при обсуждении вопроса о перестройке преподавания политэкономии в Институте экономики АН СССР одним из первых предложил программу курса политэкономии социализма.
В 1938 году — репрессирован. Осуждён и приговорён 7 февраля 1938 г. по обвинению в участии в контрреволюционной террористической организации.
Расстрелян 8 февраля 1938 г. на полигоне Коммунарка.

## Избранные труды
- О советской экономике и теоретии. ошибках Н. И.Бухарина, М. Л., 1930 (два изд.);
- О периоде социализма, Л., 1931;
- Советская демократия, М., 1935